# Kelkile Gezahegn

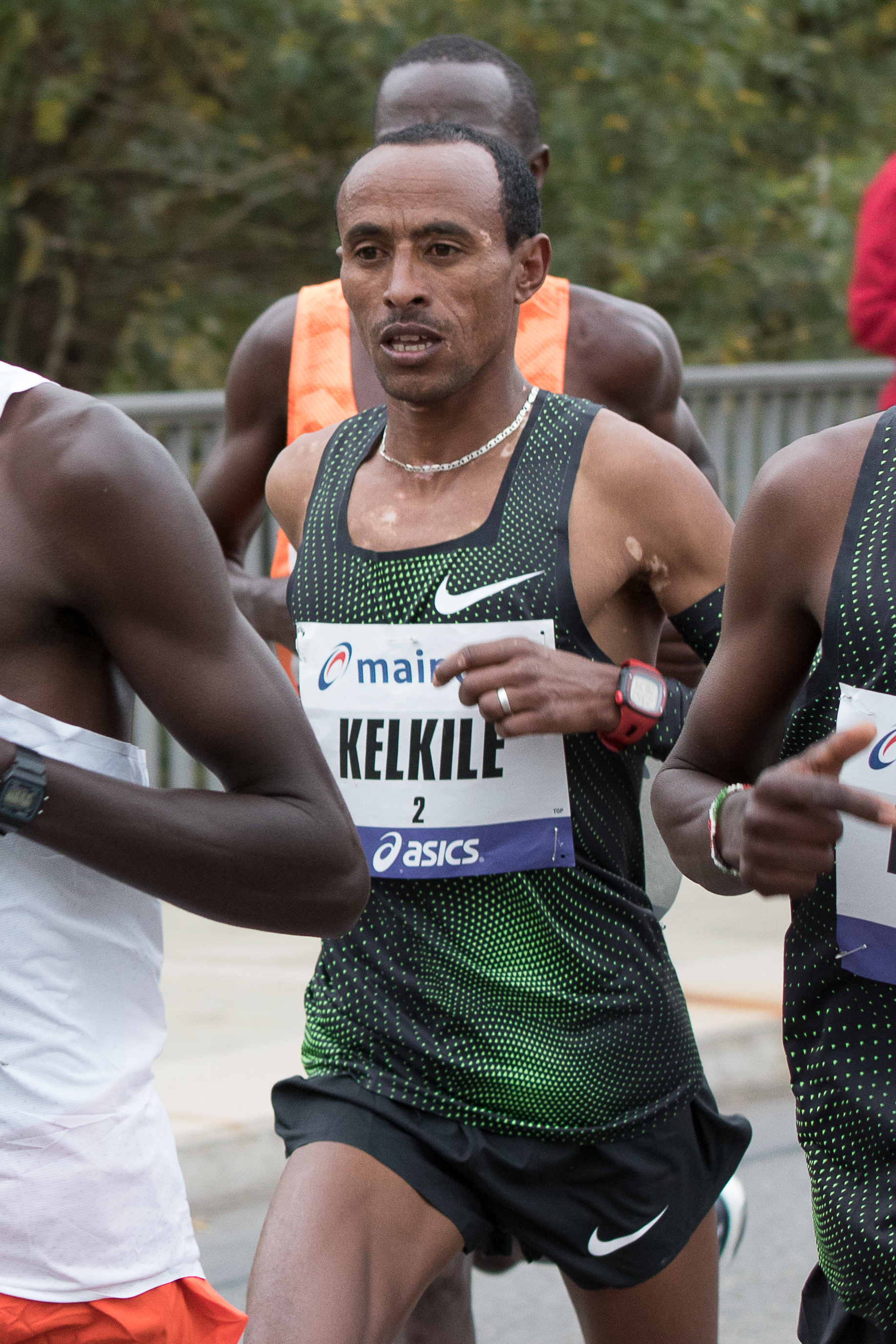
Kelkile Gezahegn beim Frankfurt-Marathon 2018

Kelkile Gezahegn Woldaregay (* 1. Oktober 1996) ist ein äthiopischer Langstreckenläufer, der sich auf die Marathondistanz spezialisiert hat.

## Sportliche Laufbahn
Gezahegn gewann 2016 in China die Marathonläufe in Chongqing (2:10:52 Stunden), Hengshui (2:11:11 Stunden) und Hefei (2:08:54 Stunden).
2017 steigerte er seine Bestleistung als Sechster des Rotterdam-Marathons zunächst auf 2:07:29 Stunden und dann als Zweiter des Frankfurt-Marathons auf 2:06:56 Stunden.
2018 verbesserte er sich erneut beim Rotterdam-Marathon, diesmal auf 2:05:56 Stunden und belegte den dritten Platz. Er gewann den Marathon in Lanzhou in 2:11:00 Stunden und wiederholte damit seinen Sieg aus dem Vorjahr. Beim Frankfurt-Marathon gewann er in 2:06:37 Stunden.

## Persönliche Bestzeiten
- Marathon: 2:05:56 Stunden, 8. April 2018, Rotterdam